# Андийский посёлок
Андийский посёлок (Андийское, Андийский, Паламол) — квартал (микрорайон) в составе города Хасавюрта.

## Географическое положение
Расположен на окраине Хасавюрта, в 4 километрах к юго-востоку от центра города.
Ограничен с северо-запада Сулакской улицей, с северо-востока — улицей Лазо, с юго-запада — Махачкалинским шоссе, а с юго-востока — Гумбетовской улицей.

## Население посёлка
В Андийском посёлке около 600 хозяйств.

## История
Андийский посёлок образован выходцами из села Гагатли, переселёнными из Веденского района после возвращение чеченцев из депортации в 1958 году. Им на окраине города Хасавюрт выделили участки для домостроений, откуда и образовалось название посёлка Паламол (мн.ч. от слова план).
В 1960-х годах была построена школа № 16, которая рассчитана всего на 200 ученических мест. В 2001 году в этой школе был построен новый корпус, но это не решило проблему нехватки ученических мест. В 2011 году там обучалось 380 детей в 3 смены. Недовольные жители потребовали постройку новой школы, однако власти сослались на недостаток средств. Жители также обратили внимание на то, что некоторые улицы не асфальтированы, а в здании, в котором расположены медицинский пункт и почта, протекает крыша.
В 2015 году в рамках акции «За чистоту и красоту в городе» первым рейдом комиссией был охвачен посёлок. Там было обнаружено более пятидесяти голов крупного рогатого скота. Жильцы некоторых домов рассказали, что они вынуждены по очереди дежурить у дома, чтобы скот не зашёл на зелёную зону.